# Jugar a la guerra
«Jugar a la guerra» es una canción antibélica que aparece en el disco La cultura de la basura (1987) de la banda chilena Los Prisioneros. Es la sexta pista en la edición chilena del álbum y la décima en la versión latinoamericana.

## Canción
Compuesta en junio de 1987 por Jorge González, la letra de la canción es irónica y cómica. En términos generales, trata desde otro punto de vista el tema de guerras y cargos dentro del ejército, a nivel local y/o internacional.
Además describe el cargo de los generales, expresando la frialdad e indiferencia de ellos hacia el pueblo al momento de decidir sobre un conflicto u otro tema. También condena la riqueza que acumulan ellos durante sus años de servicio. La canción demuestra un cierto odio hacia las fuerzas armadas, y de mayor manera en ese año, donde Chile se encontraba bajo la dictadura militar de Augusto Pinochet, y cuando los discos de la ya exitosa banda chilena estaban siendo acosados por una gran censura, siendo esta la razón de que este disco sea uno de los más infravalorados del grupo. Esta canción en particular no fue muy difundida por las radios chilenas debido a lo difícil que era en esos tiempos distribuir una canción crítica de los militares.
Álvaro López, vocalista y guitarrista de la banda compatriota Los Bunkers, se refirió a esta canción:

Me gustan muchas, pero creo que «Jugar a la guerra» es mi preferida. Es una canción con un ritmo potente y adictivo y con una letra súper juguetona, pero también ácida.

## Música
La versión chilena de la canción comienza con tambores que luego se transforman en trompetas de rendición, para luego entrar con la batería. La versión latinoamericana elimina la introducción e incorpora teclados de una manera muy sutil. Se podría definir como una canción que mezcla el estilo marcha militar y el rockabilly. Durante las dos versiones se pueden escuchar diferentes sonidos de radios y de alarmas.

## Versiones
Existen dos versiones de este tema. La original aparece en la versión chilena de La cultura de la basura y dura 4:38 min. La segunda es una remezcla de la original, donde se elimina la introducción y tienen mayor presencia los bajos. Dura 3:25 min. La versión latinoamericana de esta canción es considerada mejor que la chilena.